# C3i Bay 02
Der C3i Bay 02 war ein Durchgangswagen mit Mittelgang, der mit der Blatt-Nr. 172 für die Königlich Bayerischen Staatseisenbahnen zum Einsatz im Vorortverkehr gebaut wurde. Er führte nur die 3. Klasse.

## Beschaffung
Um die Jahrhundertwende 1900 wuchsen die Anforderungen bezüglich des Transports der Arbeiterschaft im Umfeld der industriellen Großstädte. Um dem gerecht zu werden, beschafften die K.Bay.Sts.B. zwischen 1898 und 1902 insgesamt 116 Wagen der Gattungen C3i für den Vorortverkehr. Unter der Blatt-Nummern 172 wurden so 1902 insgesamt 10 Wagen bei der Maschinenfabrik Augsburg-Nürnberg beschafft. Da sie für den Vorortverkehr bestimmt waren, hatten die Wagen in der Auslieferversion keine Aborte.

## Verbleib
Ein Wagen mussten 1919 als Reparationsleistung nach Belgien oder Frankreich abgegeben werden. Ein weiterer Wagen wurde bis 1940 ausgemustert. Der Verbleib von drei Wagen konnte nach dem Kriegsende 1945 nicht mehr geklärt werden und ein Wagen wurde als Altschadwagen 1947 abgestellt. Die restlichen Wagen kamen noch zur DB und wurden dort bis 1962 ausgemustert.

## Konstruktive Merkmale

### Untergestell
Das Untergestell war komplett aus Walzprofilen zusammengenietet. Die äußeren Längsträger hatten eine Doppel-T-Form mit einer Höhe von 2356 mm. Die Pufferbohlen waren komplett aus Walzprofilen aufgebaut. Als Zugeinrichtung hatten die Wagen Schraubenkupplungen mit Sicherheitshaken nach VDEV, die Zugstange war durchgehend und mittig gefedert. Als Stoßeinrichtung besaßen die Wagen vierfach geschlitzte Stangenpuffer mit einer Einbaulänge von 612 mm, die Pufferteller hatten einen Durchmesser von 370 mm. Die Puffer wurden in den 1930er Jahren gegen Hülsenpuffer der Regelbauart ausgetauscht, wodurch sich auch die LüP änderte.

### Laufwerk
Die mittlere Achse war seitlich verschiebbar. Die Endachsen waren Vereinslenkachsen. Der Gesamtradstand betrug 9.250 mm, der Einzelachsabstand 4.625 mm. Die Speichenräder der bayerischen Form 39 hatten einen Durchmesser von 990 mm. Gelagert waren die Achsen in Gleitachslagern. Die Tragfedern hatten eine Länge von 2000 mm. Bei den Mittelachsen bestanden sie aus 9 Blättern mit den Maßen 96 mm × 13 mm, bei den Endachsen aus 11 Blättern der gleichen Dimension.
Die Spindelhandbremsen befanden sich auf der offenen Übergangsplattform an einem Wagenende. Diese waren anfänglich mit halbhohen Türen versehen, welche ab 1903 durch sogenannte Dixi-Gitter ersetzt wurden. Alle Wagen waren mit Druckluftbremsen des Typs Westinghouse ausgestattet.

### Wagenkasten
Das Wagenkastengerippe bestand aus einem hölzernen Ständerwerk. Es war außen mit Blech und innen mit Holz verkleidet. Die Seitenwände waren glatt und bis zu den äußeren Längsträger heruntergezogen, die Blechstöße waren durch halbrunde Leisten abgedeckt. Die Wagen besaßen ein flaches Dach der bayerischen Bauart. Der Innenraum war in insgesamt sieben gleichgroße Abteile aufgeteilt. Das Abteil an dem Bremser-Wagenende wurde als Traglastabteil mit hochklappbaren Sitzbänken ausgestattet. Klassenspezifisch waren die Abteile mit Holzlattensitzen ausgestattet. Im Gegensatz zum Vorläufertyp C3i Bay 99 wurden die dort vorhandenen schmalen Doppelfenster gegen breite Einzelfenster getauscht. Analog zur Fensterteilung war auch die Außenhaut des Wagens gestaltet.

### Ausstattung
Bis zum Jahr 1930 wurden die Wagen mit einem Abort ausgerüstet. Dafür nutzte man einen Teil des Traglastabteils bzw. des Abteils am Bremserwagenende. Durch den Einbau der Aborte verringerte sich die Zahl der Sitzplätze um vier Stück. Zur Beheizung verfügten die Wagen über eine Dampfheizung. Die Belüftung erfolgte über Dachlüfter bzw. über die versenkbaren Fenster.
Die Beleuchtung der Wagen erfolgte durch insgesamt vier Gaslampen. Die zwei Vorratsbehälter hingen in Wagenlängsrichtung am Rahmen. Ab den 1930er Jahren erfolgte eine Umrüstung auf elektrische Beleuchtung.

## Skizzen, Musterblätter, Fotos

Ansicht zu Blatt 147 aus WV von 1903
Ansicht zu Blatt 172 aus WV von 1913

## Wagennummern
Die Daten sind den Wagenpark-Verzeichnissen der Kgl. Bayer. Staatseisenbahnen entnommen (siehe Literaturliste) sowie den Büchern von Emil Konrad (Reisezugwagen der deutschen Länderbahnen, Band II) und  Alto Wagner (Bayerische Reisezugwagen).

## Personenwagen
| Blatt-Nr. Herstelld.         | Blatt-Nr. Herstelld.         | Blatt-Nr. Herstelld.         | Gattungszeichen je Epoche Wagennummern je Epoche | Gattungszeichen je Epoche Wagennummern je Epoche | Gattungszeichen je Epoche Wagennummern je Epoche | Gattungszeichen je Epoche Wagennummern je Epoche | Gattungszeichen je Epoche Wagennummern je Epoche | Gattungszeichen je Epoche Wagennummern je Epoche | Gattungszeichen je Epoche Wagennummern je Epoche | Gattungszeichen je Epoche Wagennummern je Epoche | Fahrwerk / Ausstattung (siehe jeweilige Legende) | Fahrwerk / Ausstattung (siehe jeweilige Legende) | Fahrwerk / Ausstattung (siehe jeweilige Legende) | Fahrwerk / Ausstattung (siehe jeweilige Legende) | Fahrwerk / Ausstattung (siehe jeweilige Legende) | Fahrwerk / Ausstattung (siehe jeweilige Legende) | Fahrwerk / Ausstattung (siehe jeweilige Legende) | Fahrwerk / Ausstattung (siehe jeweilige Legende) | Fahrwerk / Ausstattung (siehe jeweilige Legende) | Fahrwerk / Ausstattung (siehe jeweilige Legende) | Fahrwerk / Ausstattung (siehe jeweilige Legende) | Fahrwerk / Ausstattung (siehe jeweilige Legende) | Fahrwerk / Ausstattung (siehe jeweilige Legende) | Fahrwerk / Ausstattung (siehe jeweilige Legende) | Fahrwerk / Ausstattung (siehe jeweilige Legende) | Zusatzinfos                   |
| Bau- jahr                    | Her- steller                 | An- zahl                     | ab 1876                                          | ab 1907                                          | Rep. (1919)                                      | DR (ab 1923)                                     | DRG (ab 1930)                                    | DRG n. Umbau                                     | Ausge- mustert                                   | letzt. Heimat-Bf.                                | Anz. Ach- sen                                    | LüP (mm)                                         | Unt. Gest.                                       | LA.                                              | Brem- sen                                        | Bl.                                              | Hz.                                              | Art u.Anz. Abteile (Sitze je Klasse)             | Art u.Anz. Abteile (Sitze je Klasse)             | Art u.Anz. Abteile (Sitze je Klasse)             | Art u.Anz. Abteile (Sitze je Klasse)             | Art u.Anz. Abteile (Sitze je Klasse)             | Art u.Anz. Abteile (Sitze je Klasse)             | Mil.                                             | Mil.                                             | Bemerkung                     |
| Blatt-Nr. aus WV von Gattung | Blatt-Nr. aus WV von Gattung | Blatt-Nr. aus WV von Gattung | 147 1903 Ci                                      | 172 1913 C3i                                     |                                                  | C3i Bay 02                                       | C3i Bay 02                                       |                                                  |                                                  |                                                  |                                                  |                                                  | (siehe jeweilige Legende)                        | (siehe jeweilige Legende)                        | (siehe jeweilige Legende)                        | (siehe jeweilige Legende)                        | (siehe jeweilige Legende)                        | A                                                | 1.                                               | 2.                                               | 3.                                               | 4.                                               | S.                                               | O                                                | M                                                | ein Abteil als Traglastabteil |
| ---------------------------- | ---------------------------- | ---------------------------- | ------------------------------------------------ | ------------------------------------------------ | ------------------------------------------------ | ------------------------------------------------ | ------------------------------------------------ | ------------------------------------------------ | ------------------------------------------------ | ------------------------------------------------ | ------------------------------------------------ | ------------------------------------------------ | ------------------------------------------------ | ------------------------------------------------ | ------------------------------------------------ | ------------------------------------------------ | ------------------------------------------------ | ------------------------------------------------ | ------------------------------------------------ | ------------------------------------------------ | ------------------------------------------------ | ------------------------------------------------ | ------------------------------------------------ | ------------------------------------------------ | ------------------------------------------------ | ----------------------------- |
| 1902                         | MAN                          | 10                           | 9 496                                            | 9 496                                            |                                                  | 50 049 Wür                                       | 90 213 Wür                                       |                                                  | 09/55                                            | Gerolzhofen                                      | 2                                                | 13.574                                           | E                                                | V                                                | Pl Wsbr                                          | Ggl                                              | D                                                | (1)                                              |                                                  |                                                  | 7 (69)                                           |                                                  | 20                                               |                                                  | 55                                               |                               |
| 1902                         | MAN                          | 10                           | 9 497                                            | 9 497                                            |                                                  | 50 050 Wür                                       | 90 214 Nür                                       |                                                  | xx/45?                                           | Gerolzhofen                                      | 2                                                | 13.574                                           | E                                                | V                                                | Pl Wsbr                                          | Ggl                                              | D                                                | (1)                                              |                                                  |                                                  | 7 (69)                                           |                                                  | 20                                               |                                                  | 55                                               |                               |
| 1902                         | MAN                          | 10                           | 9 498                                            | 9 498                                            | X                                                |                                                  |                                                  |                                                  | 11/19                                            |                                                  | 2                                                | 13.574                                           | E                                                | V                                                | Pl Wsbr                                          | Ggl                                              | D                                                | (1)                                              |                                                  |                                                  | 7 (69)                                           |                                                  | 20                                               |                                                  | 55                                               |                               |
| 1902                         | MAN                          | 10                           | 9 499                                            | 9 499                                            |                                                  | 50 052 Wür                                       | 90 215 Nür                                       |                                                  | 04/58                                            | Schweinfurt                                      | 2                                                | 13.574                                           | E                                                | V                                                | Pl Wsbr                                          | Ggl                                              | D                                                | (1)                                              |                                                  |                                                  | 7 (69)                                           |                                                  | 20                                               |                                                  | 55                                               |                               |
| 1902                         | MAN                          | 10                           | 9 500                                            | 9 500                                            |                                                  | 50 052 Wür                                       | 90 216 Nür                                       |                                                  | 08/47                                            | Nürnberg                                         | 2                                                | 13.574                                           | E                                                | V                                                | Pl Wsbr                                          | Ggl                                              | D                                                | (1)                                              | Altschadwagen                                    |                                                  | 7 (69)                                           |                                                  | 20                                               |                                                  | 55                                               |                               |
| 1902                         | MAN                          | 10                           | 9 501                                            | 9 501                                            |                                                  | 50 053 Wür                                       | 90 217 Nür                                       |                                                  | xx/45?                                           | Gerolzhofen                                      | 2                                                | 13.574                                           | E                                                | V                                                | Pl Wsbr                                          | Ggl                                              | D                                                | (1)                                              |                                                  |                                                  | 7 (69)                                           |                                                  | 20                                               |                                                  | 55                                               |                               |
| 1902                         | MAN                          | 10                           | 9 502                                            | 9 502                                            |                                                  | 50 054 Wür                                       | 90 218 Nür                                       |                                                  | 08/57                                            | Schweinfurt                                      | 2                                                | 13.574                                           | E                                                | V                                                | Pl Wsbr                                          | Ggl                                              | D                                                | (1)                                              |                                                  |                                                  | 7 (69)                                           |                                                  | 20                                               |                                                  | 55                                               |                               |
| 1902                         | MAN                          | 10                           | 9 503                                            | 9 503                                            |                                                  | 50 055 Wür                                       | 90 219 Nür                                       |                                                  | xx/45?                                           | Aschaffenburg                                    | 2                                                | 13.574                                           | E                                                | V                                                | Pl Wsbr                                          | Ggl                                              | D                                                | (1)                                              |                                                  |                                                  | 7 (69)                                           |                                                  | 20                                               |                                                  | 55                                               |                               |
| 1902                         | MAN                          | 10                           | 9 504                                            | 9 504                                            |                                                  | 50 056 Wür                                       | 90 220 Nür                                       |                                                  | 05/62                                            | Forchheim                                        | 2                                                | 13.574                                           | E                                                | V                                                | Pl Wsbr                                          | Ggl                                              | D                                                | (1)                                              |                                                  |                                                  | 7 (69)                                           |                                                  | 20                                               |                                                  | 55                                               |                               |
| 1902                         | MAN                          | 10                           | 9 505                                            | 9 505                                            |                                                  | 50 057 Wür                                       | 90 221 Nür                                       |                                                  | xx/40                                            | Würzburg                                         | 2                                                | 13.574                                           | E                                                | V                                                | Pl Wsbr                                          | Ggl                                              | D                                                | (1)                                              |                                                  |                                                  | 7 (69)                                           |                                                  | 20                                               |                                                  | 55                                               |                               |